# Milionia carycina
Milionia carycina là một loài bướm đêm trong họ Geometridae.